# Glencoe (Minnesota)
Glencoe – miasto w Stanach Zjednoczonych, w stanie Minnesota, siedziba administracyjna hrabstwa McLeod.